# Atletiek op de Paralympische Zomerspelen 2024 - Kogelstoten mannen F53
Het Kogelstoten voor mannen klasse F53 op de Paralympische Zomerspelen 2024 vond plaats op 1 september in het Stade de France. Deze klasse is voor atleten met onderbreking van de zenuwen in de lagere delen van de rug, met normaal gebruik van armen en handen, geen of beperkte rompfunctie en geen beenfunctie. De winnaar van 2020 was Elvin Astanov uit Azerbeidzjan die in 2024 werd opgevolgd door de Georgiër Giga Ochkhikidze, het zilver was voor de Marokkaan Abdelillah Gani en Hemami Alireza Mokhtari uit Iran won de bronzen medaille.

## Records
Voorafgaand aan het toernooi waren dit het wereldrecord en het Paralympisch record.
| Wereldrecord        | Marokko Abdelillah Gani    | 8.84 | Marrakesh | 28 april 2024    |
| Paralympisch record | Azerbeidzjan Elvin Astanov | 8.77 | Tokio     | 29 augustus 2021 |

## Uitslag
| Rang   | Atleet                  | Atleet | #1   | #2   | #3   | #4   | #5   | #6   | Resultaat | Bijz.      |
| ------ | ----------------------- | ------ | ---- | ---- | ---- | ---- | ---- | ---- | --------- | ---------- |
| Goud   | Giga Ochkhikidze        | GEO    | x    | x    | x    | 9.66 | x    | x    | 9.66      | WR         |
| Zilver | Abdelillah Gani         | MAR    | 8.98 | 9.1  | 9.06 | x    | 9.22 | 9.17 | 9.22      |            |
| Brons  | Hemami Alireza Mokhtari | IRI    | 7.94 | 8.35 | 8.54 | 8.69 | x    | 8.58 | 8.69      | SB         |
| 4      | Bartosz Gorczak         | POL    | 8.30 | 8.25 | 8.41 | x    | x    | x    | 8.41      | PB R6.16.1 |
| 5      | Alaa Abdulsalam         | SYR    | x    | 8.05 | 8.18 | 7.89 | 8.11 | x    | 8.18      | PB         |
| 6      | Ales Kisy               | CZE    | 7.64 | x    | 7.80 | 7.85 | 7.98 | 8.12 | 8.12      | SB         |
| 7      | Marijan Presecan        | CRO    | 6.44 | 6.78 | 7.05 | 6.55 | 6.99 | 6.98 | 7.05      | R6.16.1    |